# Долинський район (Івано-Франківська область)
Доли́нський райо́н — колишній район України у північно-західній частині Івано-Франківської області. Населення становить 69 851 особа (на 1 серпня 2013). Площа — 1248 км². Районний центр — місто Долина. Утворено 17 січня 1940 року. Серед найбільших річок, що протікають районом є Свіча, Мізунька, Лужанка.

## Географія

### Розташування
Долинський район розташований у північно-західній частині Івано-Франківської області. Районним центром є м. Долина, яке розташоване на відстані 58 км від обласного центру. Загальна площа території району — 1,25 тис. км². У структурі адміністративно-територіального поділу Долинський район значиться з 1939 року. Район межує з Львівською, Закарпатською областями, Рожнятівським та Калуським районами Івано-Франківської області.

### Природні копалини
Природні багатства району — нафта, попутний газ, сіль, сірка, залізна руда, марганець, менілітові сланці, цегельна глина, гравійно-галькові відклади, карпатські пісковики.
Багатий район і на поклади торфу. Розробляється родовище в с. Оболоня, розвідане біля с. Княжолука.
На території району знаходяться поклади гідромінеральних ресурсів, деякі із родовищ використовуються для випуску столової та лікувальної вод.

### Клімат
Клімат району помірно континентальний, вологий, прохолодний влітку та м'який взимку. Середня тривалість безморозного періоду 155—160 днів, вегетаційного — 205—215 днів. Весняні приморозки припиняються в середньому в третій декаді квітня. Осінні приморозки настають в третій декаді вересня.
За умовами тепло-вологозабезпеченості і особливостями розподілу інших метеорологічних факторів у регіоні виділено два кліматичні райони:
1. Надмірно зволожений, помірно теплий, що охоплює передгірську частину району.
2. Надлишково зволожений, що охоплює гірську частину району і ділиться на два вертикальних підрозділи: — помірно теплий в гірських долинах; — прохолодний — до висоти 1000 м; — холодний — вище 1000 м.

### Водні ресурси

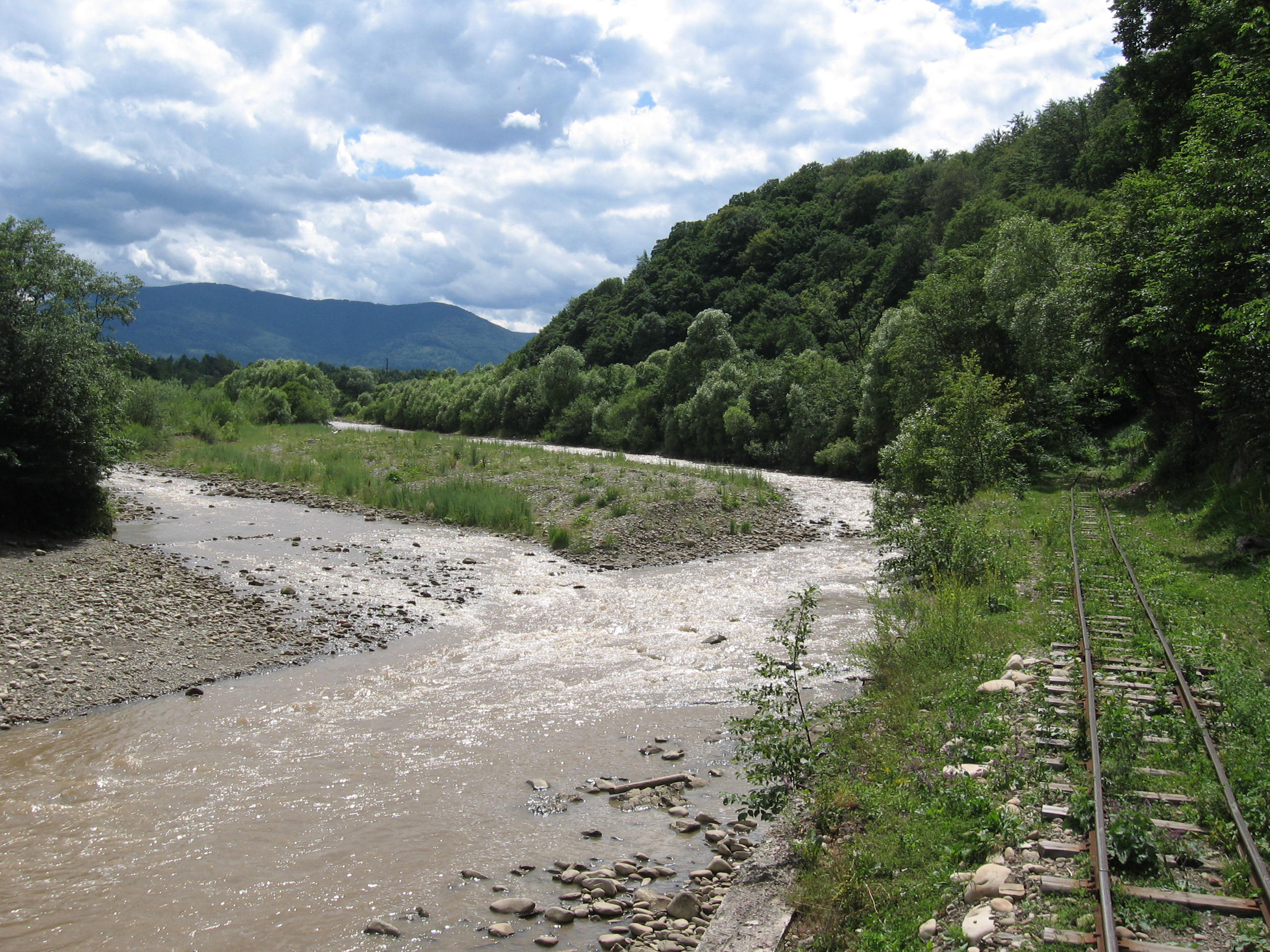
Річка Свіча

Найбільшою річкою району є р. Свіча, яка бере свій початок з хребта вишківських ґорґан, на висоті 1155 м. Загальна довжина річки 167 км. Другою за величиною є р. Мізунька, що починається за хутором Сіда (біля Вишкова). Довжина річки 51 км. В смт. Вигода вона впадає в р. Свічу. Через Долинський район протікає і р. Лужанка, яка має 29 км. Серед менших річок можна виділити такі як: р. Тур'янка, р. Сівка (притока Дністра), р. Саджавка.
Усі річки Долинського району належать до басейну р. Дністер і є річками гірського типу. Цим річкам притаманний нестійкий рівневий режим. Вода може підніматись на 3—4 м.
Є мальовничі водоспади: Мізунський водоспад, Правич, Гуркало Лужанський, Гуркало Липівський.
Великих природних озер в районі немає. Одним з найбільших є Долинське озеро, яке займає площу 25 га. Середня глибина водойми 2,5 м. Запаси води в озері близько 600 тис. м³.
У районі є чимало штучних водоймищ, ставків і озер, які використовуються дуже мало, в основному для відпочинку населення. Товарної риби майже не вирощується.

### Флора та фауна
Ліси займають значну частину території району. Організацією проведення рубок головного користування, санітарних рубок займається Вигодське державне лісогосподарське підприємство та Долинське спеціалізоване міжгосподарське підприємство з ведення лісового господарства.
У гірських карпатських лісах багато природних ягідників: суниці, малини, ожини, чорниці, брусниці, а також багата фауна (олені, ведмеді, козулі, рисі, куниці тощо).

### Природно-заповідний фонд
- Ботанічні заказники:

Жидовець.
- Ландшафтні заказники:

Бовкоти, Ріка Свіча з притокою Мізунькою, Саджавський, Цапове.
- Лісові заказники:

Ільма, Марино.
- Орнітологічні заказники:

Чотири ясени, Шевченківський.
- Заповідні урочища:

Березина, Гатчин Звір, Грегіт, Долішнє, Дубове, Кичера, Кропивник-1, Кропивник-2, Магура, Магура-1, Магура-2, Макогінка, Надіїв, Нижній і Верхній Старецький, Під гаєм, Підліс, Пісок, П'янула, Рахиня, Рихів Потік, Розколи, Розточанське, Січка, Соболь, Тарасівка, Торфовище, Урочище Аршиця, Урочище Укерна, Урочище Яйко, Чорна Сигла.
- Ботанічні пам'ятки природи:

Висока Гора, Гошівський болотний масив, урочище Гачки, Довгий міст, Довжанка, Дугласії, Еталон буково-модринового насадження, Еталон модринового насадження, Еталон ялицевого насадження, Кропивник, Осій (загальнодержавного значення), Правич-1, Правич-2, Руська Буковинка, Сосна Веймутова, Сосна кедрова, Сосна кримська, Урочище «Кіндрат», Урочище «Під Німецькою полонинкою».
- Гідрологічні пам'ятки природи:

Болото Лисак (загальнодержавного значення), Болото Ширковець (загальнодержавного значення).
- Комплексні пам'ятки природи:

Лисий Потік.
- Дендрологічні парки:

Малотур'янський.

## Історія
Заселення цих земель було певною мірою зумовлене наявністю покладів солі серед густих лісів. Тут побудували Вознесенський монастир, у якому з 1112 року монахи почали писати своєрідний літопис Долини. В 1525 році місту Долина було надане магдебурзьке право.
До одних із найдавніших населених пунктів району відноситься Гошів (1469 р.).
У XVIII столітті починається масовий рух гірського населення проти панів. Повстанців називають опришками. Діяли вони невеликими мобільними групами; завданням були напади на шляхту та ворожі залоги в містечках Прикарпаття. В 1772 році відбувся перший поділ Речі Посполитої. Австрійська імператриця Марія-Терезія висунула претензії на Галичину. 13 червня 1772 року Долину було зайнято частиною австрійського війська. Долиною надалі управляв польський староста Вацлав Жевуський, який не відрізнявся від своїх попередників. 1781 р. міщани написали на нього скаргу, в якій детально розповіли про його поведінку з населенням. Староста був вигнаний, управління міста безпосередньо перейшло до австрійської адміністрації.
У 1791 році Долина була позбавлена старих привілеїв та титулу «Вільне королівське місто».
Важливою подією в житті населення Галичини стало повне скасування панщини в 1848 році. Цій події передувало повстання в Угорщині та виступи в Чехії, Словаччині, Галичині та Буковині. В цьому році на престолі почав володарювати Франц-Йозеф.
21 серпня 1914 року російська армія форсувала Збруч і вдерлася в Галичину. 8 вересня Долина була захоплена росіянами. Австрійський фронт був стабілізований в Карпатах на кордоні між Галичиною та Закарпаттям.
3 грудня 1920 року Долинський повіт був включений до складу Станіславського воєводства Польської республіки.
27 листопада 1939 р. Долинський повіт було включено до новоутвореної Станіславської області.
17 січня 1940 року Долинський повіт було ліквідовано, і розділено на Болехівський, Вигодський, Долинський і Рожнятівський райони.
Долинський район утворено указом Президії Верховної Ради УРСР 17 січня 1940 року з трьох складових Долинського повіту: міста Долини і ґмін Рахінь і Брошнюв.
Указом Президії Верховної Ради УРСР 23 жовтня 1940 р. передані сільські ради:
- з Войнилівського району — Болохівська
- з Калуського району — Кадобницька
- з Вигодського району — Мало-Турянська і Яворівська
- з Долинського району до Рожнятівського району — Сваричівську.

За даними облуправління МДБ у 1949 р. в Долинському районі підпілля ОУН найактивнішим було в селах Тростянець і Креховичі.
Указом Президії Верховної Ради УРСР 6 червня 1957 року до Долинського району приєднано Вигодський район.
Указом Президії Верховної Ради УРСР 30 грудня 1962 року район включений до Калуського промислового району, але вже Указом Президії Верховної Ради УРСР 4 січня 1965 року район знову було утворено.

## Адміністративний устрій
Адміністративно-територіально район поділяється на 1 міську раду, 1 селищну раду та 29 сільських рад, які об'єднують 44 населені пункти і підпорядковані Долинській районній раді. Адміністративний центр — місто Долина.

## Економіка
Основними галузями промисловості є лісова, будівельних матеріалів, легка (харчова та побутового обслуговування).
Найприбутковіші галузі економіки пов'язані з природними ресурсами ліс, нафта, газ. Нафтогазовий сектор представлений: НГВУ «Долинанафтогаз», Управління бурових робіт, «Укрспецтрансгаз», компресорною станцією. Проте видобуток нафти і газу на Долинщині щороку зменшується. В деревообробній галузі працює велика компанія «Уніплит» яка реалізує не тільки продукти первинної переробки як дошки і плити, а і продукти глибокої переробки.
Туріндустрія на Долинщині слаборозвинена. Існують плани по розвитку цієї галузі, зокрема будівництво турбази в селі Мислівка, а також будівництво гірськолижного курорту.

## Населення
Розподіл населення за віком та статтю (2001):
| Стать | Всього | До 15 років | 15-24 | 25-44  | 45-64 | 65-85 | Понад 85 |
| --- | ------ | ----------- | ----- | ------ | ----- | ----- | -------- |
| Чоловіки | 33 847 | 7800        | 4846  | 10 682 | 6845  | 3557  | 117      |
| Жінки | 37 211 | 7587        | 4646  | 10 589 | 8047  | 5988  | 354      |
| \| Статево-вікова піраміда \| Статево-вікова піраміда \| Статево-вікова піраміда \| \| ----------------------- \| ----------------------- \| ----------------------- \| \| Чоловіки \| Вік \| Жінки \| \| 117 \| 85 + \| 354 \| \| 202 \| 80-84 \| 516 \| \| 542 \| 75-79 \| 1253 \| \| 1273 \| 70-74 \| 1897 \| \| 1540 \| 65-69 \| 2322 \| \| 1587 \| 60-64 \| 2171 \| \| 1275 \| 55-59 \| 1621 \| \| 1750 \| 50-54 \| 2041 \| \| 2233 \| 45-49 \| 2214 \| \| 2951 \| 40-44 \| 2965 \| \| 2672 \| 35-39 \| 2770 \| \| 2449 \| 30-34 \| 2447 \| \| 2610 \| 25-29 \| 2407 \| \| 2448 \| 20-24 \| 2269 \| \| 2398 \| 15-20 \| 2377 \| \| 3154 \| 10-14 \| 3075 \| \| 2598 \| 5-9 \| 2495 \| \| 2048 \| 0-4 \| 2017 \| |        |             |       |        |       |       |          |
| Статево-вікова піраміда |        |             |       |        |       |       |          |
| Чоловіки | Вік    | Жінки       |       |        |       |       |          |
| 117 | 85 +   | 354         |       |        |       |       |          |
| 202 | 80-84  | 516         |       |        |       |       |          |
| 542 | 75-79  | 1253        |       |        |       |       |          |
| 1273 | 70-74  | 1897        |       |        |       |       |          |
| 1540 | 65-69  | 2322        |       |        |       |       |          |
| 1587 | 60-64  | 2171        |       |        |       |       |          |
| 1275 | 55-59  | 1621        |       |        |       |       |          |
| 1750 | 50-54  | 2041        |       |        |       |       |          |
| 2233 | 45-49  | 2214        |       |        |       |       |          |
| 2951 | 40-44  | 2965        |       |        |       |       |          |
| 2672 | 35-39  | 2770        |       |        |       |       |          |
| 2449 | 30-34  | 2447        |       |        |       |       |          |
| 2610 | 25-29  | 2407        |       |        |       |       |          |
| 2448 | 20-24  | 2269        |       |        |       |       |          |
| 2398 | 15-20  | 2377        |       |        |       |       |          |
| 3154 | 10-14  | 3075        |       |        |       |       |          |
| 2598 | 5-9    | 2495        |       |        |       |       |          |
| 2048 | 0-4    | 2017        |       |        |       |       |          |

Національний склад населення за даними перепису 2001 року:
| Національність | Кількість осіб | Відсоток |
| -------------- | -------------- | -------- |
| українці       | 69818          | 98,25 %  |
| росіяни        | 791            | 1,11 %   |
| поляки         | 155            | 0,22 %   |
| білоруси       | 77             | 0,11 %   |
| цигани         | 44             | 0,06 %   |
| інші           | 174            | 0,24 %   |

Мовний склад населення за даними перепису 2001 року:
| Мова       | Кількість осіб | Відсоток |
| ---------- | -------------- | -------- |
| українська | 70165          | 98,74 %  |
| російська  | 703            | 0,99 %   |
| циганська  | 40             | 0,06 %   |
| білоруська | 38             | 0,05 %   |
| молдовська | 22             | 0,03 %   |
| інші       | 91             | 0,13 %   |

## Культура

### Культові споруди
- Церква Різдва Пресвятої Богородиці (1896 р.), м. Долина
- Костел Різдва Анни-Марії (1838), м. Долина
- Гошівський монастир отців Василіян і церква Преображення Господнього на Ясній Горі (1570), с. Гошів
- Монастир сестер Пресвятої Родини, с. Гошів
- Церква Успення Пресвятої Богородиці (1686), с. Пациків
- Церква Пресвятої Тройці (XVIII ст), с. Максимівка
- Церква Вознесіння Господнього (1867), с. Липа
- Церква Святої Параскеви (1642), с. Велика Тур'я

### Музеї
- «Бойківщина», м. Долина
- Музей Оксани Грицей, м. Долина
- Музей З. Красівського, с. Витвиця
- Музей Івана Франка, с. Лолин

Музей «Бойківщина»

- Бункер Роберта, г. Яворина біля с. Липа
- Музей спадщини Долинського району, с.м.т. Вигода
- Містечко «Байки бойка» [Архівовано 23 січня 2021 у Wayback Machine.]

## Відомі люди

### Відомі уродженці
- Бартків Василь Павлович (с. Розточки) — народний депутат України 4-го скликання;
- Бобикевич Остап Олексійович (с. Слобода-Болехівська) — український композитор і піаніст, інженер;
- Бучко Дмитро Іванович (с. Слобода-Болехівська) — керівник Болехівського районного проводу ОУН, лицар Срібного хреста бойової заслуги УПА 1 класу;
- Васькович Григорій Іванович (с. Розточки) — видатний діяч ОУН, близький співпрацівник Степана Бандери на еміграції;
- Верховинець Василь Миколайович (с. Старий Мізунь) — український композитор;
- Верховинець Осип Миколайович (с. Старий Мізунь) — український хоровий диригент;
- Волковецький Степан Васильович (с. Витвиця) — нар. депутат I і II-го скликання, голова Івано-Франківської обласної ради (1992—1998), посол України в Грузії та Азербайджані;
- Галів Тимофій Миколайович (с. Белеїв) — референт СБ ОУН Станіславської області
- Горбай Володимир (с. Старий Мізунь) — сотенний Відділу 88 «Опришки» ТВ-23 «Магура» ВО-4 «Говерла» групи УПА-Захід
- Гук Василь Юрійович (с. Церковна) — підпільник ОУН, дисидент;
- Данилишин Богдан Михайлович (с. Церковна) — міністр економіки України (2007 — 2010);
- Данкович Андрій Васильович (с. Лолин) — художник-ілюстратор, автор мальописів (коміксів);
- Денисів Ігор Іванович (с. Новоселиця) — солдат, боєць 128-ї гірсько-піхотної бригади, нагороджений орденом «За мужність» III ступеня (посмертно).
- Дорош Олег (с. Тяпче) — український співак, тенор, соліст джаз-ансамблю «Медікус».;
- Дуб Яків (с. Кропивник) — сотник УПА, заступник командира ТВ-23 «Магура»;
- Дяк Михайло Дмитрович (с. Кальна) — член-засновник Українського Національного Фронту, дисидент, політв'язень;
- Забілий Руслан Володимирович (с. Вишків) — український історик, директор ЦДВР та Національного музею-меморіалу «Тюрма на Лонцького» у Львові.
- Залізняк-Охримович Олена Юліанівна (с. Сенечів) — українська громадська діячка, журналістка.
- Захарясевич Галина Лук'янівна (с. Рахиня) — художниця, поетеса, музикант, громадська діячка, дружина Юрія Липи.
- Кармільчик Олександр Валентинович (с. Раків) — боєць 93-бригади, загинув у бою у Донецькій області.
- Квецко Дмитро Миколайович (с. Слобода-Болехівська) — український дисидент, політв'язень, лідер й ідеолог підпільної націоналістичної організації «Український національний фронт»;
- Клим Іван Миколайович (с. Старий Мізунь) — повітовий провідник ОУН Долинщини, член Крайового Проводу ОУН Осередніх і Східних Земель;
- Коваль Омелян Васильович (с. Рахиня) — член проводу ОУНР, політв'язень Аушвіцу.
- Козак Микола Васильович (с. Рахиня) — майор СБ ОУН, видатний борець з агентурою НКВС на Волині, нагороджений Золотим Хрестом заслуги УПА;
- Коралевич Михайло Антонович (с. Гошів) — український театральний актор і режисер;
- Корпан Микола (с. Тяпче) — учасник Бою під Крутами, похований на Аскольдовій могилі в Києві;
- Кос Василь Васильович (с. Кальна) — референт пропаганди Долинського надрайонного проводу ОУН, лицар Бронзового хреста заслуги УПА;
- Кос Микола (с. Липа) — крайовий провідник ОУН на ПЗУЗ;
- Кощинець Василь Васильович (с. Розточки) — народний депутат України 3-го скликання, Голова Державного департаменту України з питань виконання покарань (2005 — 2010);
- Кравців Меланія (с. Раків) — українська письменниця, журналістка, громадська діячка;
- Красівський Зеновій Михайлович (с. Витвиця) — дисидент, поет, член Українського Національного Фронту (УНФ) та Української Гельсінської Групи (УГГ);
- Лаврів Іван Васильович (с. Белеїв) — Діяч ОУН. Окружний провідник Калуської округи (1942—1945), обласний провідник Дрогобицької області (1945—1949).
- Лаврів Петро Іванович (с. Раків) — член ОУН, український краєзнавець, автор ряду пізнавальних книг з історії Південно-Східної України;
- Лесів Ярослав Васильович (с. Лужки) — член Української Гельсінської групи (УГГ), активний учасник Українського Національного Фронту, священик УГКЦ;
- Матійців Прокіп (с. Белеїв) — член Летючої Бригади УВО, повітовий провідник ОУН Долинщини (1930).
- Могитич Роман Іванович, також Моґетич, Могетич (1890 — близько 1956) — український народний учитель. Автор театральних п'єс, поезій. Народився в селі Княжолука;
- Наум Наталія Михайлівна (с. Старий Мізунь) — заслужена артистка України;
- Охримович Володимир Юліанович (с. Шевченкове) — посол до Австрійського парламенту (1907 — 1908), громадський діяч, учений, редактор газети «Діло»;
- Павлишин Лука (с. Тяпче) — заступник керівника Північної похідної групи ОУН (1941—1942), обласний командир загонів УНС Дрогобиччини (1942);
- Поворозник Володимир Васильович (с. Слобода-Болехівська) — народний депутат України 1-го скликання (у 1992—1994 роках);
- Попович-Боярська Климентина Карлівна (с. Шевченкове) — українська поетеса;
- Посацький Костянтин Андрійович (с. Раків) — посол до Австрійського парламенту 1848 року;
- Селешко Михайло (с. Витвиця) — видатний діяч УВО і ОУН;
- Сенів Юрко (псевдо: «Костенко») (с. Раків) — діяч ОУН та УПА, Лицар Срібного Хреста Бойової Заслуги II класу, Бронзового Хреста Бойової Заслуги (посмертно).
- Січко Петро Васильович (с. Витвиця) — член ОУН, політв'язень, активний діяч Української Гельсінської Групи;
- Стасів (Климентій) (с. Церковна) — церковний діяч, священник УГКЦ, письменник, перекладач, есеїст;
- Теодорович Йосафата Ірина (с. Рахиня) — церковна діячка, василіянка в Галичині й США.
- Тисяк Василь (с. Шевченкове) — відомий оперний співак;
- Тюшка Микола (с. Княжолука) — командир сотні УПА «Вітрогони».
- Тюшка Осип (с. Старий Мізунь) — діяч ОУН, тереновий провідник ЗЧ ОУН в Австрії.
- Федорич Іван (с. Максимівка) — командир сотні УПА «Опришки», лицар Бронзового хреста бойової заслуги УПА.
- Шараневич Ізидор Іванович (с. Церковна) — професор Львівського університету; дійсний член АН у Кракові.
- Шашкевич Богуслав Антонович (с. Лолин) — отаман УГА, командир 9-ї Белзько-Угнівської бригади;
- Штень Андрій Семенович (с. Оболоння) — український громадський діяч, просвітянин та засновник Аматорського драматичного гуртка ім. І. Я. Франка в Долині;
- Шухевич Осип (с. Раків) — український письменник;
- Юсип Ярослав-«Журавель» (с. Кропивник) — сотник УПА, командир сотні «Журавлі», заступник командира ТВ-23 «Магура»;
- Янішевський Степан Павлович-«Далекий» (с. Витвиця) — діяч СБ ОУН, крайовий референт СБ Східного краю «Одеса», водночас крайовий провідник Східного краю «Одеса»;
- Ярич Василь Якимович (с. Велика Тур'я) — український скульптор;
- Ярич Іван Якимович (с. Велика Тур'я) — український письменник-гуморист, журналіст.

### Пов'язані з Долинщиною
- Бандера Андрій Михайлович — священник УГКЦ, служив у селі Тростянець. Батько Богдана, Василя, Володимири, Марти-Марії, Оксани, Олександра і Степана Бандерів.
- Богачевський Теодор — посол до Галицького сейму 8-го скликання у 1901—1907 роках від округу Долина — Болехів — Рожнятів, секретар «Руського соймового клубу».
- Данилович Северин Теофілович — комісар ЗУНР у Долинському повіті у 1918–1919.
- Дерлиця Микола Михайлович — український письменник, етнограф, священик УГКЦ, парох с. Витвиця (1896), с. Тростянець (1921).
- Охрончук Сава Романович — лікар-хірург Долинської центральної лікарні. Заслужений лікар України. Почесний громадянин міста Долина.
- Ярослав Мельник «Роберт» — провідник ОУН Карпатського краю, загинув біля села Липа 1 листопада 1946 року.
- Федір Польовий — командир старшинської школи УПА «Олені», загинув біля села Липа 15 жовтня 1944 року.
- Фелікс Сельський — лікар і громадський діяч, голова товариства Народна торгівля. Повітовий лікар Долинського повіту в 1919. Проживав у селі Вигодівка
- Франко Іван Якович — часто бував у с. Лолин, де написав кілька оповідань, а згодом на основі місцевого матеріалу створив драму «Украдене щастя».
- Яворський Казимир-Ярослав Андрійович — сотник УПА, командир сотні «Хорти», яка діяла на території району.
- Якимович Надія Дмитрівна — працівниця Головного осередку пропаганди ОУН, зв'язкова, Лицар Срібного Хреста Заслуги. Загинула поблизу села Слобода-Долинська.